# إيندي بوب
الإيندي بوب او (باللغة الانجليزية Indie pop) هو نمط من موسيقى الروك البديلة التي تُعرف أيضًا باسم الموسيقى البديلة. الإيندي بوب يعد نمط من موسيقى الروك وقد ظهر في اواخر السبعينات تحديدا في المملكة المتحدة . يمكن العثور على جذور هذا النمط من الموسيقى أولاً في أعمال فرق بوست البانك مثل ذا سميثز .

## روابط خارجية
- TweeNet - موقع مرجعي لموسيقى البوب المستقلة (بالإنجليزية)
- لابرادور - موقع ويب تسمية Indiepop السويدية (السويد)